# Сейбл-Айленд
Национальный парк Сэйбл-Айленд (англ. Sable Island National Park, фр. ?) — национальная парковая резервация Канады, расположенная на острове Сэйбл на северо-западе канадской провинции Новая Шотландия.

## Физико-географическая характеристика

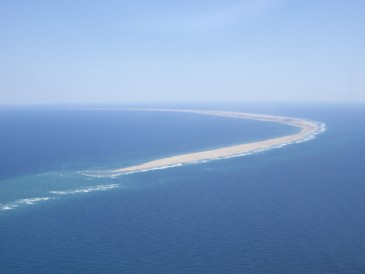

Остров Сэйбл находится в северо-восточной части Атлантического океана на границе континентального шельфа. Это песчаный остров длиной 42 км и шириной не более 1,3 км, расположенный в 290 км от Галифакса. В центре острова расположена система песчаных дюн, крупнейшая в Восточной Канаде, которая вытянулась на две трети длины острова. В восточной и западной частях острова сформированы равнины протяжённостью 2-6 км, которые носят название East and West Spits.
На острове много прудов с пресной водой, особенно в его западной части. Из-за различной относительной плотности солёной и пресной воды, последняя формирует выпуклый слой над солёной водой. Такие пруды являются средой обитания уникальных животных. Вместе с тем, существует опасность утраты таких свойств из-за эрозии дюн. В частности, озеро Уоллес (Lake Wallace) в южной части острова, растянувшееся на 1 км, значительно потеряло в размерах из-за нашествия песка.
На острове умеренный климат со своими характерными особенностями. Его уединённое положение является причиной сильных ветров, а влияние Гольфстрима делает зимние температуры самыми высокими в Канаде. Для острова также характерны туманы, 127 дней в году случаются туманы продолжительностью более 1 часа.

## Флора и фауна
На острове идентифицировано 190 видов растений. Растительный мир острова является типичным для дюн восточной части Северной Америки. В центральной части острова преобладают растения верескового типа, в то время как ближе к побережью они сменяются на такие травы, как Песколюбка.

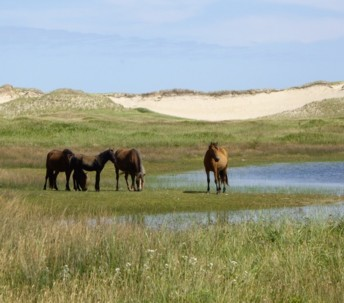
Лошади на острове Сэйбл

С XVI века на острове пытались поселить ряд домашних животных: лошадей, крупный рогатый скот, козлов и кроликов, однако в конце XX века из млекопитающих на острове были представлены только лошади, которых насчитывается 375 особей. В прошлом в регионе было много атлантических моржей (Odobenus rosmarus rosmarus), о чём свидетельствуют многочисленные останки, открывающиеся при подвижках песка. С декабря по февраль, чтобы оставить потомство, к острову приходит крупнейшая в мире колония длинномордых тюленей (Halichoerus grypus), занимая практически всю территорию острова. Кроме того, в окрестных водах обитают обыкновенный тюлень (Phoca vitulina), кольчатая нерпа (Pusa hispida), гренландский тюлень (Pagophilus groenlandicus) и хохлач (Cystophora cristata).
Через остров проходят пути миграции перелётных птиц. На острове зафиксировано 350 видов, из них 16 оставляет потомство. Под охраной государства находятся такие обитатели острова как саванная овсянка (Passerculus sandwichensis) и розовая крачка (Sterna dougallii). Кроме того, в парке водятся уникальные виды мотыльков и бабочек.

## Охрана территории
25 января 2010 года было принято решение о создании на территории острова природоохранной зоны. После трёхмесячных консультаций о типе охраняемой территории, 18 мая 2010 года правительствами Канады и Новой Шотландии была анонсирована возможность создания национального парка Сэйбл-Айленд. Национальный парк призван сохранить разнообразие флоры и фауны острова и его побережья, включая особую породу лошадей острова и редких птиц, а также расширить возможности посещения парка. Заявление было приурочено к международному году биоразнообразия.
17 октября 2011 года Сэйбл-Айленд был официально объявлен национальным парком.